# 周去非
周 去非（しゅう きょひ、1135年 - 1189年）は、中国南宋の官僚・地誌著述家。字は直夫。温州永嘉県の人。

## 略歴
隆興元年（1163年）に進士に及第。静江府古県県尉・紹興府通判を歴任した。古県県尉の任にあったときに書き留めた400余条と、范成大の『桂海虞衡志』を参考にして、産物・風物・制度など関する海外情報を全10巻の地誌『嶺外代答』（1178年）にまとめた。この書は趙汝适の『諸蕃志』など後の地誌に影響を与えた。